# Pediasia steppicolellus
Pediasia steppicolellus is een vlinder uit de familie grasmotten (Crambidae). De wetenschappelijke naam is voor het eerst geldig gepubliceerd in 1914 door Zerny.
De soort komt voor in Europa.